# 柿ようかん
柿ようかん（かきようかん、柿羊羹）は、カキノキの熟した果実を主原料として練り上げ成型した和菓子である。
岐阜県大垣市と広島県広島市の名産品。その他の地方では秋田県横手市や、大分県中津市などでも製造され、製法はそれぞれ異なる。

## 歴史
岐阜の柿羊羹は、1838年（天保9年）、槌谷（つちや）四代目右助により創製された。製法は特産の堂上蜂屋柿を生干しにし、これに水飴、砂糖を加え、寒天で煮つめて竹筒に流し込んだ固めたもので、羊羹というより、柿のゼリー。
広島の柿羊羹は、当地特産の西条柿又は、祇園坊柿が使用される。広島の柿は古くからの伝統を誇る。1600年代（17世紀）前半より、安芸国芸州藩主浅野公は、将軍家に祇園坊の干柿を毎年お国自慢として献上していた。明治初期にこの干柿に煉羊羹を加えたものが広島の柿羊羹の始まりで、もみじ饅頭が有名になる前は、西条柿を原料とする「安芸路」「川通り餅」と並んで「広島の三大土産」に数えられた。1897年（明治30年）創業の扇屋（2015年破産）が創製したとする文献もある。こちらは小豆で作った羊羹に、広島原産の干し柿を蜜漬けにして煉り込むもので、広島の柿羊羹は、大垣の仕法とは全く異なる。扇屋以外には竹屋の柿羊羹も竹模様の緑の包装紙もきれいで有名だった。
読売新聞夕刊都民版1962年8月10日付の「駅弁日本一周」というコラムでは、広島駅で売られる特産のカキと広島菜が入った駅弁などが紹介され、1962年頃に広島駅で「祇園坊ー干しガキ（柿）ーで作ったカキようかんが、広島のおみやげとして50円で販売されている」と書かれている。